# El regador regat
El regador regat (en francès: L'Arroseur arrosé o Le Jardinier et le petit espiègle) és la primera pel·lícula de ficció que es va realitzar de la història del cinema i, per extensió, del gènere de la comèdia. El film fou rodat pels germans Lumière i presentat a la primera sessió pública que van fer al Salon indien du Grand Café de París del 28 de desembre de l'any 1895. Té una durada d'uns 50 segons.

## Argument
Un jardiner està regant unes flors amb una mànega. De sobte, aquesta deixa d'expulsar aigua i el jardiner, perplex, observa l'orifici de sortida per examinar que ha passat. El cert és que tot ha estat obra d'un nen que ha tancat el pas de l'aigua expressament i que, mentre el jardiner tracta d'esbrinar que ha passat, torna a obrir el pas, de manera que, de sobte, el raig d'aigua surt amb tota la pressió, xopant a l'home de cap a baix. El jardiner descobreix el petit trapella i li dona una surra.

## Importància històrica
Tot i que n'hi ha que asseguren que el film està basat en les tires còmiques dibuixades per Hermann Vogel el 1887 sobre aquest tema, també està documentat que aquest era gag recurrent a les sessions de llanterna màgica; espectacle precursor del cinema, llavors molt en voga. De tota manera, els germans Lumière asseguraven que la idea del petit film es basava directament en una experiència real, protagonitzada pel seu germà petit Eduard, quan encara era un nen.
Sobre el que no hi ha discussió és sobre que aquest film va ser el primer film de ficció —i, de pas, la primera comèdia— projectat en una sala comercial en tota la història del cinema, si bé, ja hi havia hagut petites escenes amb actor rodades amb el sistema del kinetoscopi de Thomas Alva Edison el qual, però, s'havia de gaudir en privat, tot mirant per una petita espiera.
De totes les miniatures fílmiques presentades pels germans Lumière aquesta era, amb diferència, la que tingué un èxit més espontani als espectadors de la històrica sessió. Aquest èxit s'anà repetint a totes les sales i països on s'anava presentant. La seva presentació al centre politècnic de Regent Street a Londres, on va tenir un clamorós èxit de públic al següent any, fou una de les més famoses exhibicions del film.
L'èxit del film feu que els germans Lumière s'afanyessin a canviar el tosc cartell anunciador de la primera sessió per un altre, al qual es podia veure com el públic gaudia, precisament, d'El regador regat, que és el que ha esdevingut el més recordat icona popular dels dos germans.

## Estètica
Tota l'acció d'El regador regat passa en un sol escenari exterior, rodat en un únic pla general, sense moviments de càmera ni edició en diversos plans, segons l'estil habitual dels altres films rodats pels germans Lumière. A diferència d'aquells, els quals sempre són rodats amb una professionalitat; qualitat fotogràfica, composició, utilització de la llum natural; del sentit del ritme i de l'estètica de gran gran nivell i auto exigència, aquest film té una decebedora factura general. A totes les mancances esmentades, cal afegir-hi que els dos actors que representen els únics personatges que hi apareixen i que donen un nivell d'interpretació molt baix, molt per sota del que seria una interpretació professional mínima exigible. La direcció tampoc és massa brillant: els actors surten accidentalment de camp en més d'una ocasió i, d'aquesta manera, surten tallats per manca d'indicacions precises.
L'antiguitat de la pel·lícula no la disculpa d'aquestes imperfeccions, en aquell temps hi havia excel·lents actors còmics a l'escena francesa, si no, més aviat, la manca de recursos econòmics. Això no va impedir que el fil va esdevenir el primer clàssic del cinema de ficció.